# (6089) Izumi
(6089) Izumi es un asteroide perteneciente al cinturón de asteroides, región del sistema solar que se encuentra entre las órbitas de Marte y Júpiter, descubierto el 5 de enero de 1989 por Masahiro Koishikawa desde la Estación Ayashi, Japón.

## Designación y nombre
Designado provisionalmente como 1989 AF1. Fue nombrado Izumi en homenaje a Izumi-ku, un barrio en la parte norte de la ciudad de Sendai. El símbolo de la ciudad, el monte Izumigatake, es un área recreativa popular.

## Características orbitales
Izumi está situado a una distancia media del Sol de 2,182 ua, pudiendo alejarse hasta 2,461 ua y acercarse hasta 1,904 ua. Su excentricidad es 0,127 y la inclinación orbital 4,790 grados. Emplea 1178,07 días en completar una órbita alrededor del Sol.

## Características físicas
La magnitud absoluta de Izumi es 14. Tiene 4,081 km de diámetro y su albedo se estima en 0,364. 